# 栗山利安
栗山 利安（くりやま としやす）は、戦国時代から江戸時代前期にかけての武将。
黒田氏の筆頭家老で、黒田二十四騎、黒田八虎の1人である。黒田孝高の股肱の家臣として厚い信任を受ける。家臣の中では序列第1位であって一老と称された。子に黒田騒動を起こした事で有名な利章がいる。通称は善助（ぜんすけ）。

## 生涯
天文19年（1550年）、播磨国姫路栗山（現在の姫路市栗山町付近）にて生まれる。
永禄8年（1565年）夏から黒田孝高に側近として仕えた。永禄9年（1566年）に初陣。永禄12年（1569年）の青山・土器山の戦いで、首級を2つ挙げ、83石相当の家禄を与えられる。天正6年（1578年）に孝高は織田信長に反逆した荒木村重を説得するために有岡城に向かってそのまま捕らえられたが、利安は翌天正7年（1579年）にこれを救出している（有岡城の戦い）。
天正8年（1580年）、孝高が播磨国揖東郡で1万石を与えられると、利安も200石に加増された。天正16年（1588年）孝高が豊臣政権下で豊前馬ヶ岳城の領主になると、一気に5,800石を加増されて6,000石を与えられ、平田城代となった。
文禄2年（1593年）に主君・孝高が隠居すると、その子の黒田長政に仕えて朝鮮出兵にも参加し、晋州城の戦いで功績を挙げた。慶長3年（1598年）に帰国後、井上之房と共に宇佐神宮の造営に当たった。慶長5年（1600年）、会津征伐に従軍。その後の関ヶ原の戦いでは黒田如水（孝高）と共に豊後国に出兵し、西軍の大友義統と戦い（石垣原の戦い）、武功を挙げた。戦後、長政が筑前国に移封されると、朝倉郡に1万5,000石の所領を与えられ、筑前六端城の一つ、麻底良城の城主となった。この時、息子の利章にも利安とは別に3,300石を与えられており、合計2万石弱の大身となった。
元和3年（1617年）に子の利章に家督を譲り、元和9年（1623年）に長政が死去したのを機に隠居し、一葉斎卜庵と号した。
寛永8年（1631年）8月13日の朝、利安は病床にあり、看護の者達が枕元に集まってその死を看取ろうとしていた。その時、利安は目を開けていきなり「馬をひけ、鉄砲を用意せよ。あれに敵が出たぞ。あの山に鉄砲を上げて撃たせよ。敵の騎馬が来たら、折り敷いて迎え撃て。わしの采配を見て、慌てず静々とかかれ」と立て続けに述べ立てた。それに周囲は驚いて「かしこまりました」と答えると、利安はまた寝入り、1日の内に5度も同じ事を繰り返した末、8月14日の夜明けに死去した。享年82。死の直前のこの出来事に、人々は「絶えず軍陣の事を考え、敵に備えていた事がこの譫言（うわごと）でわかる。大剛の人、奇特な一念かな」と感嘆したという。

## 人物像
黒田孝高の股肱の家臣であり、孝高に仕える間、戦場の功名を11度挙げた。5度は勇士としての働きであり、6度は采配をとっての功名であった。
- 福岡藩の筆頭家老となり、2万石弱の大身となり、その勇名も知られていたが、利安は万事が控えめで道で誰かに会った際には身分に関係なく必ず馬から降りて挨拶し、決して礼を失わず、寡黙な人物だった[4]。驕りが無く身は質素で、小身の者が生活に困っていると聞くと有る時払いの催促無しで金銀を貸し与えた。福岡藩の時代までに貸した金額は100貫匁に及んだという[5]。
- 黒田孝高の恩顧に関して利安は「わしは先君（孝高）に仕えて3年目に初めて足軽の小者を1人もらった。これが1番嬉しかった。次は19歳の時、初めて知行地を貰い、83石にそえて馬・物の具などを賜った事で、その懇ろな処遇に感激した。次に豊前で6,000石を賜った。筑前へ移った時には1万5,000石を賜ったが、これなどはあまり恩とも思わず、かたじけないという気も起こらなかった。これをもって見ると、とかく人間というものは付け上がるものだから、若者たちは初心を忘れぬように、よく注意しなければならぬよ」と語っている[5]。
- 主君・黒田孝高の取り計らいにより同じ家臣の母里友信と永禄12年（1569年）に義兄弟の契りを結んでいた。
- 黒田家では村田出羽と堤九郎兵衛という二人が、白切裂の指物を差していたのだが、どちらが先か争いになった。そこで利安は二人を呼びつけ、「白切裂の指物は自分が若い頃、ずっと差して度々手柄を立てた指物である」と主張し、両名に無用の争いを止めるよう仲裁し、和解させた。（古郷物語）
- 主君・黒田長政の猪突猛進な性格を度々諌めており、自分の死後、長政がその性格ゆえに戦死するのではないかと危惧していた。（古郷物語）
- 利安は黒田孝高の死後、菩提を弔うために、自身の領内に円清寺（福岡県朝倉市杷木志波）という禅寺を建立した。

## その他

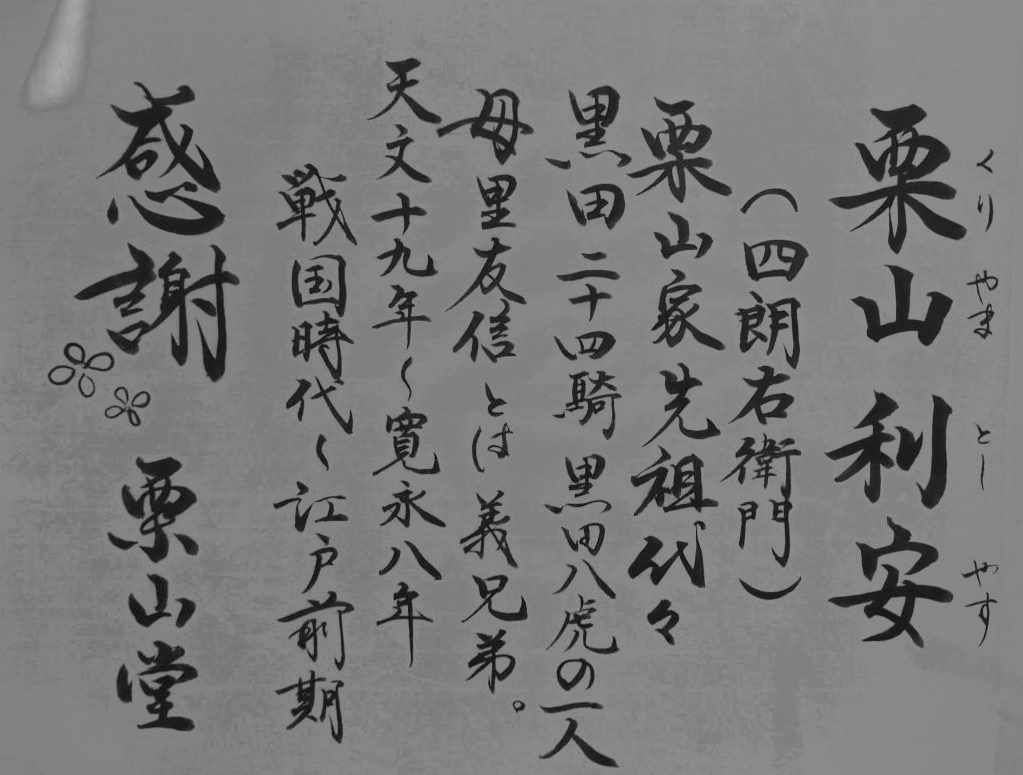
栗山堂内の説明板

- 長政の息子で、跡を継いで2代藩主となった黒田忠之は、当時まだ福岡城が築城途中であったため、利安の屋敷を産所として誕生している。
- 黒田家の福岡転封に従わず中津に残った子孫は栗山堂 外郎という和菓子屋を営んでいる[7]。

## 登場作品
- 国盗り物語 -（1973年NHK大河ドラマ、演：岩下浩）
- 戦国疾風伝 二人の軍師 秀吉に天下を獲らせた男たち -（2011年テレビ東京新春ワイド時代劇、演：林泰文）
- 軍師官兵衛 -（2014年NHK大河ドラマ、演：濱田岳）